# 1865 год в театре
1865 год в театре

## События
- Во вновь выстроенном четырёхъярусном здании Саратовского городского театра начала давать регулярные спектакли драматическая труппа под началом антрепренёра П. М. Медведева[1].

### Постановки
- 11 октября — в московском Малом театре в бенефис А. А. Рассказова состоялась первая постановка комедии А. Н. Островского «На бойком месте»[2][3].

## Деятели театра

### Родились
- 31 января — Алексей Бахрушин, купец и меценат, создатель московского театрального музея.
- 4 (16) марта, хутор Даукшас в Курляндской губернии — Аспазия (Эльза Розенберг), латышская поэтесса и драматург, супруга Райниса.
- 11 сентября — Райнис, латышский поэт и драматург.

### Скончались
- 18 июля, Фонтенбло — Франсуа-Фердинан Декомб (сценический псевдоним Альбе́р), французский танцовщик, балетмейстер и теоретик танца.
- 16 ноября — Дюмануар, французский писатель, драматург, либреттист.

## Театральная литература
- В журнале «Современник» опубликована пьеса А. Н. Островского «Воевода» («Сон на Волге»).
- «Элен», пьеса Огюста де Вилье де Лиль-Адама (поставлена в 1895 году в «Свободном театре»).